# Карл фон Біркмаєр
Фрідріх Рупрехт Карл Біркмаєр, з 1907 р. Ріттер фон Біркмаєр (27 червня 1847, Нюрнберг — 29 лютого 1920, Мюнхен) — німецький вчений-юрист. Викладав у Ростокському та Мюнхенському університетах.

## Життєпис
Карл Біркмаєр народився 27 червня 1847 року в родині лікаря Йоганна Маттеуса Біркмаєра та його дружини Розетти, уродженої Зегер. Навчався у Нюрнберзькій гімназії, де склав іспит восени 1865 року. Потім вивчав право в університетах Мюнхена, Гейдельберга та Вюрцбурга. Університет Ерлангена присвоїв йому ступінь доктора права 16 серпня 1870 року; через чотири роки (4 березня 1874 року) він отримав кваліфікацію професора в Мюнхені та став приват-доцентом.
Невдовзі після своєї габілітації, 23 жовтня 1874 року, Біркмаєр став екстраординарним професором кримінального права, а також кримінального та цивільного процесу в Університеті Ростока. Пізніше 17 листопада 1877 року він отримав звання повного професора і став наступником Карла Дагге. З 1882 року служив в адміністрації університету як вічний асесор. Він також був ректором Ростоцького університету протягом 1884—1885 років.
Біркмайер переїхав до Мюнхенського університету в 1886 році, а наступним професором кримінального права в Ростоку став Август фон Кріз. У 1907 році принц-регент Баварії Луїтпольд нагородив Біркмайера Лицарським хрестом ордена «За заслуги перед баварською короною». Нагорода була пов'язана з підвищенням його до особистого дворянства, і після внесення до дворянського реєстру йому було дозволено називатися «ріттер фон Біркмайер». У 1912 році він був нагороджений орденом «За заслуги» Святого Михайла II ступеня. Він помер у Мюнхені в 1920 році у віці 72 років.
Біркмайер був одружений на Марі Пулліх з 1880 року, від якої він мав трьох синів і трьох дочок. Пулліх була донькою бізнесмена, банкіра та магістрата Карла Пулліха та його дружини Жозефіни Кліспіс.

## Науковий доробок
У 1881 році фон Біркмайер та інші заснували журнал Mecklenburgische Zeitschrift für Rechtspflege und Rechtswissenschaft. Він також брав участь у випуску видань Critical Quarterly та Archive for Criminal Law і Courtroom. Разом з Йоганнесом Наглером він також заснував Kritischen Beiträge zur Strafrechtsreform (Критичний внесок у реформу кримінального права). У 1900 році він опублікував свою Енциклопедію правової науки. Він брав участь у підготовчій роботі для перегляду кримінального кодексу з 1903 року і був членом комітету, відповідального за цю роботу.

## Вибрані праці
- Die Exceptionen im bonae fidei judicium (Habilitationsschrift)
- Über die Vermögen im juristischen Sinne (1879)
- Über Ursachenbegriff und Kausalzusammenhang im Strafrecht (1885)
  - Ueber Ursachenbegriff und Kausalzusammenhang im Strafrecht. Rectoratsrede gehalten zur Feier des 28. Februar 1885 von Dr. Karl Birkmeyer. Mit Hinzufügung von Anmerkungen als Rectoratsprogramm für 1884/85 gedruckt, Rostock: Universitäts-Buchdruckerei von Adler's Erben, 1885 (Digitalisat bei Google Books, zuletzt abgerufen am 25. Juli 2016)
  - Ueber Ursachenbegriff und Causalzusammenhang im Strafrecht, in: Der Gerichtssaal (GS), 37. Jahrgang (1885), S. 257 (Digitalisat bei MPIER, zuletzt abgerufen am 25. Juli 2016)
- Die Lehre von der Teilnahme im Strafrecht (1890)
- Grundriß zur Vorlesung über deutsches Strafrecht (1890)
- Deutsches Strafprozeßrecht (1898)
- Reform des Urheberrechts (1900)
- Gedanken zur bevorstehenden Reform der deutschen Strafgesetzgebung (1902)
- Strafe und sichernde Maßnahme, Rektoratsprogramm (1906)
- Was läßt von Liszt vom Strafrecht übrig? (1907)
- Die Teilnahme am Verbrechen (1909)
- Studien zu dem Hauptgrundsatz der neuen Richtung im Strafrecht (1909)
- Beiträge zur Kritik des Vorentwurfs zu einem deutschen Strafgesetzbuch I—III (1910)
- Schuld und Gefährlichkeit in ihrer Bedeutung für die Strafbemessung (1914)